# وادي سرف
وادي سرف هو وادي لقبيله بني لحيان من هُذيل : بفتح أوله وكسر ثانيه وآخره فاء، أحد أودية مكة المكرمة الشمالية الغربية، يأخذ أعلى روافده من جبل أظلم المشرف على بئر الجعرانة من الشمال الشرقي، ومن جبل الستار المشرف على علمي طريق نجد من الشمال، حيث تسيل الأشقاب، وهما: شقاب الأعلى ، ويسيل من الشمال فيفيض قرب الجعرانة، وشقاب الأسفل ليس بعيداً عنه، ولهما فرعان شمال جبل الستار.